# Guido Trenti
Guido Trenti (Milano, 27 dicembre 1972) è un ex ciclista su strada italiano naturalizzato statunitense, professionista dal 1996 al 2008. Dotato di spunto veloce, vinse una tappa alla Vuelta a España 2001.

## Carriera
Nato a Milano ma cresciuto a Dro, in Trentino, tra i dilettanti gareggiò per cinque anni tra le file del G.S. Prodet di Bassano del Grappa. Passò professionista nel 1996 con il team italo-svizzero Ideal-Aster Lichy, diretto da Marino Basso, ma l'anno successivo tornò tra i dilettanti per gareggiare con la Zalf-Euromobil-Fior. Nel 1998 rientrò nel professionismo accasandosi alla Cantina Tollo-Alexia Alluminio; vestì poi anche le divise di Acqua & Sapone (ex Cantina Tollo), Fassa Bortolo, Quick Step e Liquigas.
Pur essendo nato e vissuto in Italia, già a inizio carriera optò per gareggiare con la licenza della Federazione degli Stati Uniti, paese di provenienza della madre: questo gli permise di correre con la maglia a stelle e strisce ai Campionati del mondo su strada nelle annate 2002, 2003, 2004, 2005 e 2006, ottenendo buone prestazioni.
Conquistò due vittorie da pro in carriera, una tappa al Tour de Langkawi 2000 e soprattutto la diciannovesima tappa della Vuelta a España 2001, che gli permise di passare alla storia come il primo statunitense a vincere una frazione nella corsa spagnola. Da segnalare che nell'aprile del 2004, nel pieno della sua carriera, fu vittima di un gravissimo incidente con molteplici fratture gravi; riuscì comunque a tornare alle gare. Si ritirò dalle competizioni al termine della stagione 2008.

## Palmarès
- 2000 (Cantina Tollo-Regain, una vittoria)

9ª tappa Tour de Langkawi (Malacca > Kajang)
- 2001 (Cantina Tollo-Acqua & Sapone, una vittoria)

19ª tappa Vuelta a España (Cuenca > Guadalajara)

## Piazzamenti

### Grandi Giri
- Giro d'Italia

2000: 99º
2001: 124º
2002: 125º
2003: ritirato
- Tour de France

2005: 139º
- Vuelta a España

2001: 81º
2002: 153º
2003: ritirato
2004: 113º
2005: ritirato
San Remo      Fiandre  Roubaix 
1998       1998
1999        1999
1998                   2000        2005
2001.       2006
1999                    2002
2000                   2003
2001                    2004
2002                    2005
2003
2004
2005
2006